# Reichsstraße 380
Die Reichsstraße 380 (R 380) war bis 1945 eine Staatsstraße des Deutschen Reichs. Sie verlief im 1939 aus größtenteils annektierten Gebieten Polens und der Freien Stadt Danzig gebildeten Reichsgau Danzig-Westpreußen in Nord-Süd-Richtung von der in Gotenhafen umbenannten Stadt Gdynia  über Danzig und dann etwa dem linken Weichselufer folgend über Tczew (deutsch: Dirschau), an Grudziądz (deutsch: Graudenz) vorbei und weiter nach Świecie (deutsch: Schwetz an der Weichsel),  bis hier auf der Strecke der später durch die Autostrada A1 ersetzten Droga krajowa 1, kurz hinter dem die die Weichsel überquerende Reichsstraße 381  über Chełmno (deutsch: Kulm) nach Stolno (deutsch: Stollno) an der ehemaligen Reichsstraße 129 (heute Droga krajowa 55) abzweigte. Von dem Abzweig führte die Reichsstraße 380 weiter auf der Trasse der heutigen Droga krajowa 5/Droga ekspresowa S5 nach Bydgoszcz (deutsch: Bromberg). Von dort aus verlief sie weiter in südsüdöstlicher Richtung auf der Trasse der heutigen Droga krajowa 25 nach dem zeitweise als Hohensalza benannten Inowrocław im damaligen Reichsgau Wartheland, wo sie an der damaligen Reichsstraße 382 (heute Droga krajowa 15) endete.
Ihre Gesamtlänge betrug rund 253 Kilometer.